# 吳宗憲 (立法委員)
吳宗憲（1971年9月27日—），中華民國政治人物，中國國民黨籍。現任立法委員，曾任檢察官、新北市政府法制局局長。於2024年立法委員選舉當選第11屆全國不分區立委。

## 生平

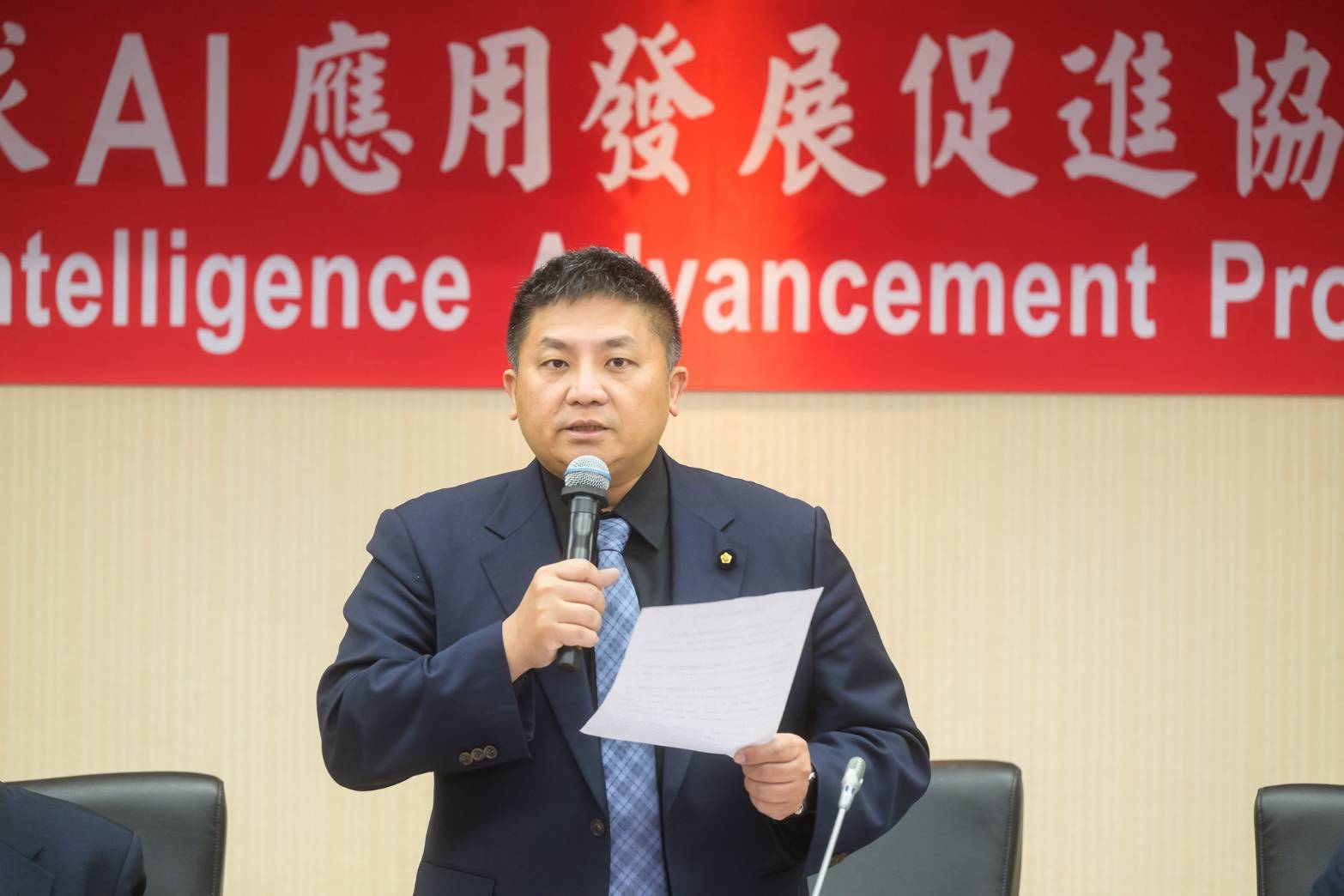
立法委員吳宗憲委員發起成立全球AI應用發展促進協會

### 早年經歷
從政前為檢察官，曾服務於臺灣桃園地方檢察署，臺灣士林地方檢察署，南投地方法院檢察署，擔任重大刑案、國土保育、公訴、緝毒、金融等專組檢察官，有11年偵辦肅貪經驗。曾經偵辦八里雙屍案。並擔任中央警察大學講師、國立臺中科技大學副教授級專門技術人員，人工智慧法律國際研究基金會副執行長。

### 新北市法制局長
2020年3月25日，接任新北市府法制局長。2024年1月31日因就職立法委員而辭職。

### 立法委員
2023年11月，獲中國國民黨提名列入2024年立法委員選舉該黨不分區立法委員名單第六名。2024年1月13日當選，2月1日宣誓就職。

## 爭議
2024年11月29日，在網路名人館長陳之漢YouTube【誰來Talk館】節目表示，不認為博弈是多傷天害理的事，引起爭議。

## 選舉紀錄
| 年度 | 選舉屆數             | 選舉區                                 | 所屬政黨   | 得票數    | 得票率 | 當選標記 | 備註 |
| ---- | -------------------- | -------------------------------------- | ---------- | --------- | ------ | -------- | ---- |
| 2024 | 第十一屆立法委員選舉 | 全國不分區及僑居國外國民立法委員選舉區 | 中國國民黨 | 4,764,576 | 34.58% |          |      |

## 外部連結
- 吳宗憲立委Facebook粉絲團